# Carlos de España

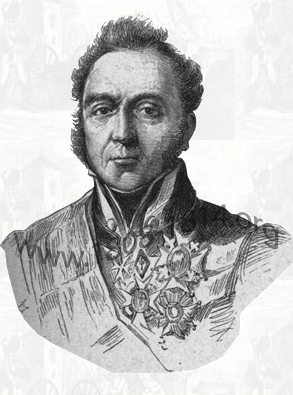
Retrato del general Carlos de España de Cominges de Couserans y de Foix.

Carlos de España, de Cominges, de Couserans y de Foix (Castillo de Ramefort, 15 de agosto de 1775-Orgaña, 2 de febrero de 1839), fue un militar francés al servicio de España, conocido por su título nobiliario de conde de España. Se distinguió en la Guerra de Independencia y al servicio del rey Fernando VII durante la restauración absolutista.

## Biografía
Nacido Roger-Bernard-Charles d'Espagnac de Ramefort, era hijo del marqués Henri d'Espagnac, coronel y senescal de Couserans-Comminges-Nébouzan. Descendiente de los condes soberanos de Cominges, vizcondes de Couserans y condes de Pallars por línea paterna, y de los condes soberanos de Foix por línea materna. Era marqués de Espagne y barón de Ramefort en Francia. 
En 1791, la familia huyó del terror revolucionario, instalándose en Palma de Mallorca en 1793. En 1792 Carlos de Espagne sentó plaza en el Ejército español, en el que llegaría a general. Participó en las batallas de Bailén y Arapiles. 
A la entrada de los aliados en Madrid (agosto de 1812) fue nombrado gobernador de la plaza, y después participó también en la batalla de Vitoria, en el bloqueo de Pamplona (en el que resultaría herido) y en la batalla de Sorauren, entre otras.

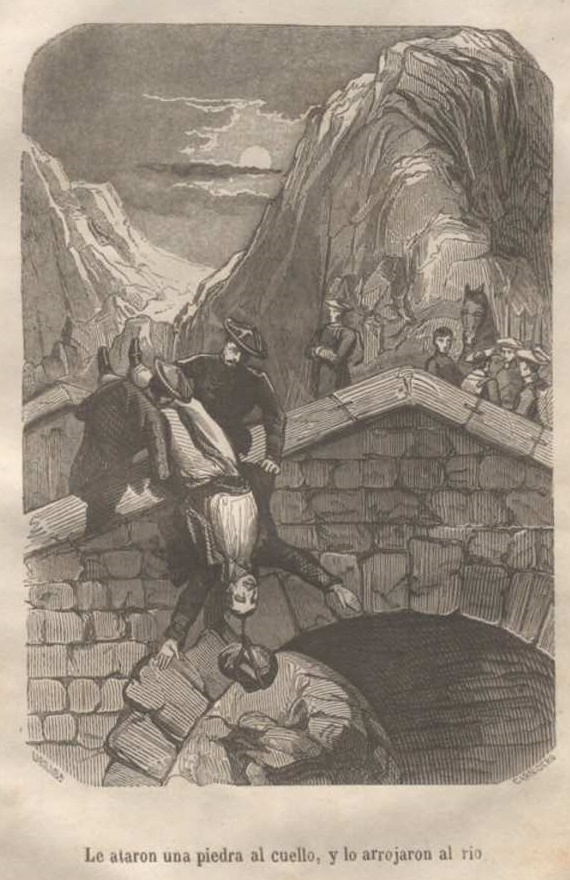
«Le ataron una piedra al cuello y lo arrojaron al río». Ilustración de Vicente Urrabieta y Carnicero para la novela de Francisco José Orellana, El conde de España o La inquisición militar: historia-novela contemporánea, Madrid, Librería de León Pablo, 1856.

Al terminar la guerra, se negó a volver a su país y se puso incondicionalmente al lado de Fernando VII para reprimir el liberalismo. El rey españolizó su apellido, le otorgó el título de conde de España, con grandeza de España, y el título de vizconde de Couserans. Llegó a ser capitán general de Cataluña, instaurando un auténtico régimen de terror desde su cuartel general en la Ciudadela de Barcelona, fortificación odiada por los barceloneses porque simbolizaba la represión de sus derechos seculares. Su crueldad en el gobierno del Principado hizo que se le conociera como El Tigre de Cataluña. Hacia el final del reinado de Fernando VII, reprimió tanto a liberales como a los incipientes «carlistas».
Más adelante, tras la muerte de Fernando VII en 1833, se puso del lado del pretendiente Carlos María Isidro de Borbón durante la Primera Guerra Carlista y comandó a los carlistas catalanes. Murió asesinado en 1839 cerca de Orgaña, en el puente de Espía, por su propia escolta y de acuerdo con las instrucciones de los principales jefes carlistas en Cataluña, poco antes del Convenio de Vergara, pues consideraban que estaba dispuesto a rendirse a Espartero. Su cuerpo, y sobre todo su rostro, fue desfigurado y lanzado con una piedra atada al cuello al río Segre.